# Batalha de Schliengen
A Batalha de Schliengen foi uma batalha que teve lugar a 26 de Outubro de 1796, em Schliengen, na Alemanha, entre o exército francês comandado por Jean Moreau, e o exército austríaco liderado pelo Arquiduque Carlos. O resultado do confronto foi a vitória dos austríacos. A vila de Schliengen fica situada perto da fronteira d o actual Estado alemão de Baden-Württemberg e da Suíça.
Durante as Guerras revolucionárias francesas, Schliengen representava uma posição estratégica importante para ambos os exércitos. O controlo dessa zona dava acesso, tanto aos Estados do Sudoeste da Alemanha, como a pontos de passagem do rio Reno. Depois de se retirar de Freiburg im Breisgau, Moreau instalou o seu exército ao longo de um conjunto de colinas, numa linha de onze quilómetros, em pontos que controlavam o terreno mais abaixo. Dado o estado das vias no final de Outubro, o Arquiduque Carlos não podia flanquear a ala direita francesa. A ala esquerda situava-se muito próximo do Reno. Em vez disso, decidiu atacar os flancos franceses em força, o que aumentou o número de baixas de ambos os lados.
Embora tanto os franceses como os austríacos tivessem clamado vitória, na altura, os historiadores militares, de um modo geral, concordam em que os austríacos terão ganho vantagem estratégica. Os franceses retiraram-se do campo-de-batalha, de forma organizada, e alguns dias mais tarde atravessaram o rio Reno em Hüningen. A batalha é comemorada em Viena e no Arco do Triunfo em Paris.